# Туролий
Туролий е геоложки етаж (9.0 – 5.3 Ma) на епохата миоцен, използва се по-конкретно при периодизация базирана на фосилите от европейски сухоземни бозайници. Туролий предшества етажа русиний и следва валаний. Туролий се припокрива с ранен пиаченций и занклий.
Етажът е предложен от Miquel Crusafont i Pairo през 1965 година. Кръстен е на Калатаюд-Теруелския басейн (Каталония). Туролий идва от латинизираното име на Теруел.
Долната граница се определя между появата на едрите бозайници Birgerbohlinia и Lucentia и на малкките Parapodemus lugdunensis, Huerzelerimys vireti, Occitanomys sondaari. Краят на етажа се дефинира от първата поява на Sus arvernensis, Croizetoceros, Acinonyx и Felis issiodorensis (едри бозайници) и Promimomys, Trilophomys, Celadensia и Castor, бобри (дребни бозайници).